# Blue Dragon Ral Grad
Blue Dragon RalΩGrad (ラル グラド, Burū Doragon Raru Gurado) é um mangá de Tsuneo Takano com a ilustração de Takeshi Obata, também ilustrador de Death Note e Hikaru no Go baseado na franquia de video games Blue Dragon.
Os Capítulos do mangá, chamados de "Contos" foram públicadas pela revista semanal japonesa Weekly Shōnen Jump, que começou em Dezembro de 2006. A série termina depois de 29 capítulos. A história de Ral Grad fala sobre um adolescente, chamado Ral do reino de Sphaelite (スフエライト, Suferaito). Ral tem uma simbiótica grande amizade com Grad, um sombra conhecida como Blue Dragon, ou "Délire Monstre".
Em Março de 2010, a Editora JBC começou a publicar o mangá no Brasil em formatinho.
O nome de Grado aparenta ser um pseudônimo para palavra americana dragon.

## História
Em um mundo onde criaturas demoníacas nomeadas "sombras" entram no nosso mundo através dos seus hospedeiros, os seres humanos. No entanto, quando um menino com o nome de Ral torna-se amigo de sombra, que vive em seu interior, ele pode ser a última esperança de salvar o mundo. Ral vive na ilha de Sphaein, no reino de Sphaelite. Lá, ele foi convocado para proteger o reino das sombras do mal que querem destruí-lo. Com a ajuda da sua sombra, o grande dragão azul chamado Grad, e sua professora, Mio, Ral pode derrotar qualquer desafiante.

## Personagens

### Personagens Princípais
Ral (ラル, Raru)
Ral é o personagem principal, um rapaz de 15 anos que divide uma relação simbiótica com uma sombra chamada Grad. Sua mãe morreu logo após seu nascimento. Após o seu nascimento, começou a falar frases muito bem construídas, o que assustou as parteiras. Então, a sombra de um grande demônio na forma de um dragão azul saiu de seu corpo. A sombra destruiu sua vila e queimaram todas as montanhas à vista. Lord Roy, seu pai, selou Ral em uma prisão de completa escuridão por 15 anos. Durante este tempo ele fez amizade com a sombra, conversando com ela por muito tempo. Sua prisão foi encerrada abruptamente quando o reino foi atacado por um grande número de sombras. Lord Roy deu a ordem de libertar o garoto, após Mio afirmar que ele tinha total controle sobre a sua sombra. Não demorou muito antes de Ral derrotasse todos os seus inimigos. Ral, como Grad, podem assoprar fogo azul, chamado "Flamme Bleue"; ter asas, e garras que o poder de Grad lhe concede. Apesar de sua atitude infantil e imatura, Ral é na verdade um estrategista brilhante, usando sua inteligência elevada em várias batalhas ao longo da série. Ral ama as mulheres e fará qualquer coisa para eles. Seu principal objetivo é proteger todas as mulheres bonitas do mundo. Ral também tem uma predileção para os seios, sempre tentando acariciá-los. Após a reunião de Kafka, ele se apresenta como "o Apalpador". Este anúncio repentino do seu hábito favorito, fica marcado como imoral, mas ele realmente não é. Apesar disso, ele tem um coração puro, onde ele vê a razão pela qual os homens lutam com as sombras "para proteger a sua mulher amada", e ama a beleza vibrante do mundo.
- Grad (グラド, Gurado)

O Délire Monstre, é a sombra de Ral, venerado e temido pela sua Flamme Bleue. Sabendo nada sobre o mundo humano, Grad usou Ral como hospedeiro, quando ele ainda era um bebê, e isso lhe proporcionou ótimos ensinamentos. Isso foi em preparação para sua missão de matar a Rainha das Trevas, Lady Bira, de invadir o mundo humano e subjugar o seu companheiro de seus desejos, e arruinar sua casa, o Le Noir, "Mundo das Trevas". Graças a Ral, Grad é capaz de sobreviver no mundo da luz e luta junto com ele. No entanto, uma vez que Le Noir é restaurado, Grad voltou para sua casa, juntamente com Ral devido a circunstâncias únicas.
Mio (ミォ, Mio)
Professora de Ral, Mio é uma mulher sexy e bem-educada de Sphaelite. Ela é a única responsável por Ral, para que ele possa combater as sombras, e continuar a fazê-lo a se concentrar em seu objetivo. Uma tática motivacional que usa para levá-lo a fazer o trabalho inicialmente foi a de oferecer a ele os seus seios. Mio foi de grande ajuda para Ral, pois conhece as sombras melhor que ninguém.
Aia (アイア, Aia)
Ela também foi selada como Ral e tem treze anos de idade. Ral a aceita na equipe quase que imediatamente, por ela ser linda e com um corpo bonito. Hospedeira de Quru-Quru.
- Quru-Quru (クルクル, Kuru Kuru)

Sombra de Aia, e parece com um camaleão. Ele pode esticar sua sombra até sessenta "machires" e não faz barulho quando anda. Seu poder lhe permite ouvir tudo dentro de trinta machires de sua posição. Aia também afirma que ele gosta quando ela puxa sua língua.
Kafka (カフカ, Kafuka)
Kafka das Correntes de Flor, (também conhecido como Kafka, O Chaîne Lord (シェンネロド, Shennerodo)), é um cavaleiro muito cavalheiro, protetor do castelo de Estora. Para defender a honra de sua rainha amada, e parar Ral de apalpar os seios dela, Kafka o desafiou para um duelo. Quando ela anunciou o duelo, disse que o vencedor poderia apalpar seus seios. Mais tarde, Ral o convenceu de participar da equipe. Sua fraqueza se mostra quando está no mar, ficando enjoado e doente.
- Riz (リズ, Rizu)

Riz é a sombra de Kafka parceiro que possui incríveis capacidades de defesa, capaz de usar suas raízes espinhosas para estrangular os inimigos. Riz eventualmente ficou mais forte depois de absorver Buffle, a Besta de Água. Ao fazer isso, ela tem a capacidade de criar lâminas de água para cortar o inimigo.
Sunsu
Sunsu é um garoto local da cidade de Lurilla. Sua irmã foi raptada pelas sombras, e por Ganette não o ter ajudado à salvá-la, ele tem um ódio imenso dele. Depois de enfrentar e ser nocauteado por Ganette, ele tenta desesperadamente encontrar uma sombra. Depois de confessar a sua admiração por Kafka, é dito que ele não pode ser seu aluno, sem sombra. Então o garoto saiu a noite desesperado, proclamando por uma sombra que quisesse se juntar a ele. Na manhã seguinte se juntou ao grupo com Gensui.
- Gensui

Sombra de Sunsu, a Gensui, é um inseto minúsculo que pode saltar sobre a água e deixa Sunsu respirando debaixo d'água por longos períodos de tempo, enquanto se mantém acima da superfície. Ficou maior comendo sombras mortas por Ganette, porque Ral disse-lhe para se tornar mais forte. Ele também ganhou presas venenosas da cobra que atacou Ral juntamente, com outros poderes.
Ganette
Um espadachim ainda descontraído. Suas duas companheiras de viagens são jovens, chamada Lela e Senol, equipado com sombras próprias, Blatz (Morcego Negro) cujo poder é absorver venenos e é usado como avião; e Mishu (Gata bruxa), que pode criar trevas. E ele também parece falar espanhol ao longo do tempo, como quando ele mata uma sombra "Adios" e "Tardes". E parece ser capaz de matar as sombras apenas com sua força, sozinho.
- Gaila

Sombra de Ganette, e um dos cinco que existem que pode usar a forma "amiga". Gaila é um enorme tigre branco que tomou Ganette como seu hospedeiro, porque ele foi o mais forte espadachim e Gaila queria sua ajuda para derrotar Lady Bira e voltar Noir. Gaila come seus hospedeiros, adquirindo sua inteligência, quando acha que ele foi derrotado.
Yaya
A menina fria, que está sob o controle de Lady Bira, foi dada a sombra de "Red Phoenix" em uma idade jovem, a fim de tê-la para que quando crescesse pudesse ser usada por Lady Bira, e agora guarda os prisioneiros do sexo feminino. Yaya normalmente não é sem emoção, mas é controlada por Collie, que é inteligênte, tomando a mente da garota.
- Collie

Sombra de Yaya (também conhecida como "Red Phoenix", e uma das cinco que existem na forma "amiga". Collie, é um grande Phoenix, que foi colocada Yaya por Lady Bira. Collie é imortal, não pode morrer, mesmo quando está no mundo da luz, e é poderosa o suficiente para segurar Grad e Gaila, que a cortam, mas ela usa seu poder de cura para se restaurar. Mas ela admitiu a derrota quando viu o verdadeiro coração humano de Ral na batalha.
Lady Bira (ビラ様, Bira-sama)
Lady Bira, a rainha das trevas também conhecido como ((nihongo | Opsquria | オプスキュリア | Opusukyuria)), mora junto com milhares de sombras castelo Jugil, dentro do reino de Kabil. Só a rainha pode dar origem a novas sombras. Seu desejo de beleza são as razões pela qual as sombras entraram no mundo humano. Ela recolhe e possui lindas garotas, sugando sua alma e beleza, e transformando-as em corpos inválidos. As sombras desejam de tudo que perteça a ela: desde seu cabelo à sua saliva para tornar-se mais forte. Logo que ela está satisfeita com a quantidade de beleza que ela ganhou, ela produz um sucessor com a sua sombra favorita do sexo masculino que planeja a aniquilação de todos os seres humanos. Ela é uma das 5 sombras privilegiada (Clear Human), junto com Collie, Grad e Gaila, e possui a sombra de Black Rhinoceros. Sua habilidade mais terrível é a desintegrar instantaneamente uma sombra apenas olhando de relance em uma técnica chamada de "Olhar de mágoa", mas não teve efeito sobre Grad, que tinha se fundido com Ral, e expludiu ela com um poderoso Flamme Bleue.
Seu nome pode vir de uma lenda Africana, onde uma rainha má é chamada Bira. Ela usou a demanda a mais bela virgem de sacrifícios, que combina muito bem com o personagem do mangá.

## Sombras
As sombras são demônios nascidos no mundo das trevas. Eles não têm nenhuma forma e dimensões. Os seres humanos acreditam que eles são seres do mal, que Deus os mandou para longe, na escuridão. Eventualmente, estas sombras entraram ao mundo humano, o mundo da luz. Eles entram através das sombras dos humanos, podendo controlá-los. A sombra não pode tomar uma forma na escuridão completa. Eles precisam de uma fonte de luz. Eles podem ganhar habilidades extras por comer outras criaturas ou entrando na sombra da criatura e depois comêndo-os por dentro. Existem três formas que as sombras podem ter no mundo da luz.
*'Forma Parasita "- Também conhecida como a primeira forma. Ela é feita quando uma criatura permite uma sombra a tomar forma em sua sombra. Nesta forma, a sombra é como um parasita simbiótico, só saindo quando o anfitrião dá permissão. Quando uma sombra toma forma, ele deve armazenar a sua energia para o anfitrião. Existe uma limitação de tempo no poder da sombra.
*'Forma Corrosiva "- A segunda forma ocorre após uma sombra comer a criatura de dentro para fora. Desta forma, a sombra faz com que o espírito e a carne de uma criatura seja sua. A sombra é livre de tomar duas formas distintas desta forma, quer a forma da criatura normal ou a sua forma de sombra. Ele não tem limitação de tempo ou a dependência de sombra da criatura.
*'Forma Múltiplicativa "- A terceira forma, que é a forma mais poderosa. Na forma aumentativa, a sombra pode comer outras criaturas e ligar a energia dos seres em seu próprio poder. A sombra pode ter uma forma de qualquer criatura que tem comido bem como formas de misturar. Até a sombra pode evoluir é limitada pelo seu tamanho e potência. Se o limite for ultrapassado, pode ocorrer incompatibilidade ea morte é iminente.
*'Forma Amiga' - Também conhecida como fusão especial, utilizada apenas pelas 5 sombras especiais, semelhante à forma parasitária em sua natureza simbiótica. O hospedeiro recebe a carne eo sangue da própria sombra. O anfitrião pode usar as habilidades da sombra. As cinco sombras são: Blue Dragon (Ral), White Tiger (Ganette), Red Phoenix (Yaya), Black Rhinoceros e o Clear Human (Lady Bira).

## ligações externas
- «Blue Dragon Ral Grad no site da Editora JBC» 🔗
- «Ral Ω Grad (mangá)». em Anime News Network